# Masakr v Chán Júnis
Masakr v Chán Júnis se odehrál 3. listopadu 1956 ve městě Chán Júnis (v blízkosti tamního uprchlického táboru) v tehdy egyptském Pásmu Gazy (Všepalestinský protektorát). Provedly ho izraelské ozbrojené jednotky během tzv. suezské krize.
Podle izraelského historika Bennyho Morrise během operace izraelské armády proti egyptské blokádě Tiránského průlivu, armáda zmasakrovala přes dvě stě Palestinců v Chán Júnisu a v Rafahu. Americký filosof Noam Chomsky ve své knize cituje amerického novináře Donalda Neffa a uvádí počet 275 zabitých Palestinců během podomního hledání zbraní a fedajínů (a dalších 111 mělo být zabito v Rafahu). Na města byl také uvalen noční zákaz vycházení, čímž nemohlo dojít k přesunu zraněných do nemocnic.
Oficiální verzí izraelské armády bylo, že během prohlídek narazila na ozbrojence a vypukla přestřelka. Izraelský voják Marek Gefen, který během suezské krize sloužil v Pásmu Gazy, a který se v roce 1982 stal novinářem, později o masakru v Chán Júnis napsal: „V několika uličkách jsme našli těla poházená na zemi, celá od krve, s rozbitými hlavami. Nikdo se nepostaral o jejich přesun. Bylo to strašné. Zastavil jsem se na rohu a zvracel. Nemohl jsem si zvyknout na pohled na lidská jatka.“
Podle Palestinských zdrojů bylo zabito 415 lidí a dalších 57 zmizelo. Jeden ze zakladatelů Hamásu, Abdel Azíz al-Rantísí, který coby dítě masakr zažil, uváděl, že bylo zabito 525 Palestinců.

## Zpráva OSN
Dne 15. prosince 1956 byla Valnému shromáždění OSN předložena Zvláštní zpráva ředitele Úřadu OSN pro palestinské uprchlíky na Blízkém východě pokrývající období od 1. listopadu 1956 do poloviny prosince 1956. Zpráva uváděla výpovědi obou stran v „incidentu v Chán Júnis“. Podle zprávy UNRWA „ředitel obdržel od zdrojů, které považuje za důvěryhodné, seznamy jmen osob údajně zabitých 3. listopadu, čítající 275 osob“. Ředitelovy poznámky také popisují podobný incident, masakr v Rafahu, který se odehrál bezprostředně po izraelské okupaci tohoto města.

## Kulturní zpracování
V roce 2009 vydal Joe Sacco komiks věnující se těmto masakrům s názvem Footnotes in Gaza (česky vydáno jako: Gaza: Poznámky pod čarou dějin). Příběh je zpracovaný na základě výpovědí očitých svědků, přičemž Sacco nikdy neskrýval, že mu nešlo o objektivní zpracování.